# AN/AAS-42
AN/AAS-42は、アメリカ合衆国のゼネラル・エレクトリック（現ロッキード・マーティン）社が開発したIRSTである。

## 概要
まず1988年の夏より、アメリカ空軍のF-15に搭載されての試験が開始され、1988年からはアメリカ海軍のF-14A改良型に切り替えられて継続された。最初の量産機は1992年に完成し、F-14Dに搭載されて、1994年2月より空母「カール・ヴィンソン」を皮切りに艦隊配備を開始した。
赤外線センサは、256個の素子を有するFPAであり、検知周波数は8-12マイクロメートルである。センサー部は、液体窒素で冷却され、視野角は150×150度である。F-14Dではセンサーヘッドを機首下面に、プロセッサを機内に収容する形で搭載していたが、現在はポッド型のものが開発され、F-14以外の戦闘機も搭載している。発展型としてIRST21が存在する。

## 搭載機
- F-14D
- F-15C(ポッド式、近代化改修機が対応)
- F-16の一部機体
- F/A-18E/F Block 2（ポッド式、2008年度より納入された機体より対応）
- F-15K/SG(タイガーアイの一部として)